# マクシミリアン・フォーゲル・フォン・ファルケンシュタイン
マクシミリアン・エデュアルト・アウグスト・ハンニバル・クンツ・ジギスムント・フォーゲル・フォン・ファルケンシュタイン (Maximilian Eduard August Hannibal Kunz Sigismund Vogel von Fal(c)kenstein、1839年4月29日 -  1917年12月7日) は、プロイセン王国およびドイツ帝国の陸軍軍人・政治家。最終階級は歩兵大将。 

## 経歴
ファルケンシュタインは、プロイセン将軍エデュアルト・フォーゲル・フォン・ファルケンシュタインとその妻ルイーゼ・ゲルトナーの間にベルリンで生まれた。1862年9月3日にコブレンツでマリー・フライイン・フォン・シュトルツェンベルクと結婚した。 
ファルケンシュタインはグート・ドルツィヒに10平方キロメートルの領地を持つ領主であった。1855年にプロイセン王国陸軍に入隊し、1871年には大尉として参謀本部付となった。1881年にはプロイセン王国陸軍士官学校の教官として着任した。その後1888年に少将に進級し、近衛第2歩兵旅団司令官に任命された。ファルケンシュタインは1889年に戦争省戦争部長に就任した。翌年には中将に進級し、第5師団師団長となった。  
1896年には歩兵大将に昇進し、コブレンツの第8軍団司令官に着任した。退役後はプロイセン貴族院議員となり、1917年に自らの所領であるドルツィヒで亡くなった。 